# 立命館大学産業社会学部

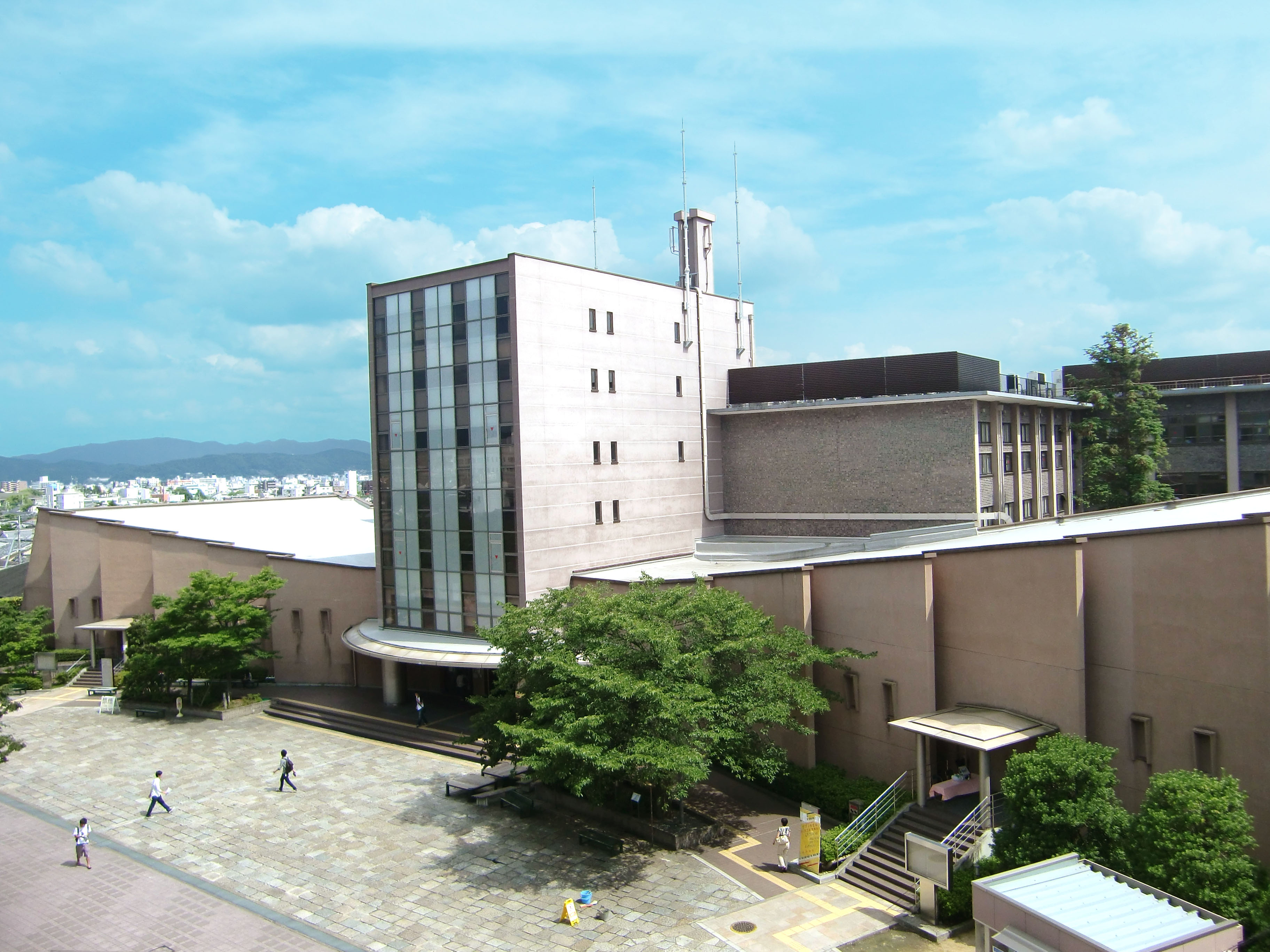
以学館（1965年竣工・産業社会学部基本棟）

立命館大学産業社会学部（りつめいかんだいがくさんぎょうしゃかいがくぶ、英称:College of Social Sciences）は、立命館大学に設置されている産業社会学部である。また、立命館大学大学院社会学研究科（りつめいかんだいがくだいがくいん しゃかいがくけんきゅうか）は立命館大学大学院に設置されている研究科の1つである。
キャンパスは衣笠キャンパス。

## 概要
立命館大学産業社会学部は、学問諸分野を扱う学部として1965年に設立された。社会に生起する諸問題を、社会学を中心としつつも、様々な学問・専門分野から学際的に分析し政策提言や社会貢献できる人材の育成を目指す。現在は、現代社会専攻、メディア社会専攻、スポーツ社会専攻、子ども社会専攻、人間福祉専攻の5専攻から成っている。
立命館大学は、新入生の大学生活を円滑に進める目的で「オリター」制度を導入しており、1回生の基礎演習や研究入門などの授業に上級生が参加し援助を行っている。大学では、1回生のこれらの授業科目を「学習集団」「自治集団」「生活集団」の側面を持つ大学生活の基礎単位と捉え、大学での学習や生活習慣作りを学生自身がサポートすることで、新入生と援助担当者がともに自主的に成長することを意図してきた。
　産業社会学部では、当初より1回生の基礎演習における生活集団・自治集団作りのサポートは学部自治会からの委員（オリター＝オリエンテータｰ）と学習面でのサポートを行う産業社会学会学生委員会からの委員（エンタン＝援助担当者）を派遣し、役割分担していたが、1995年度より、新入生のサポートのための独自組織（新入生歓迎実行委員会＝「エンター団」）を立ち上げ、名称も「エンター」に統一して新入生のサポートを行っている。学生たち自身が後輩の面倒みるピュア・エデュケーションが長年の伝統であり特色となっている。

## 沿革

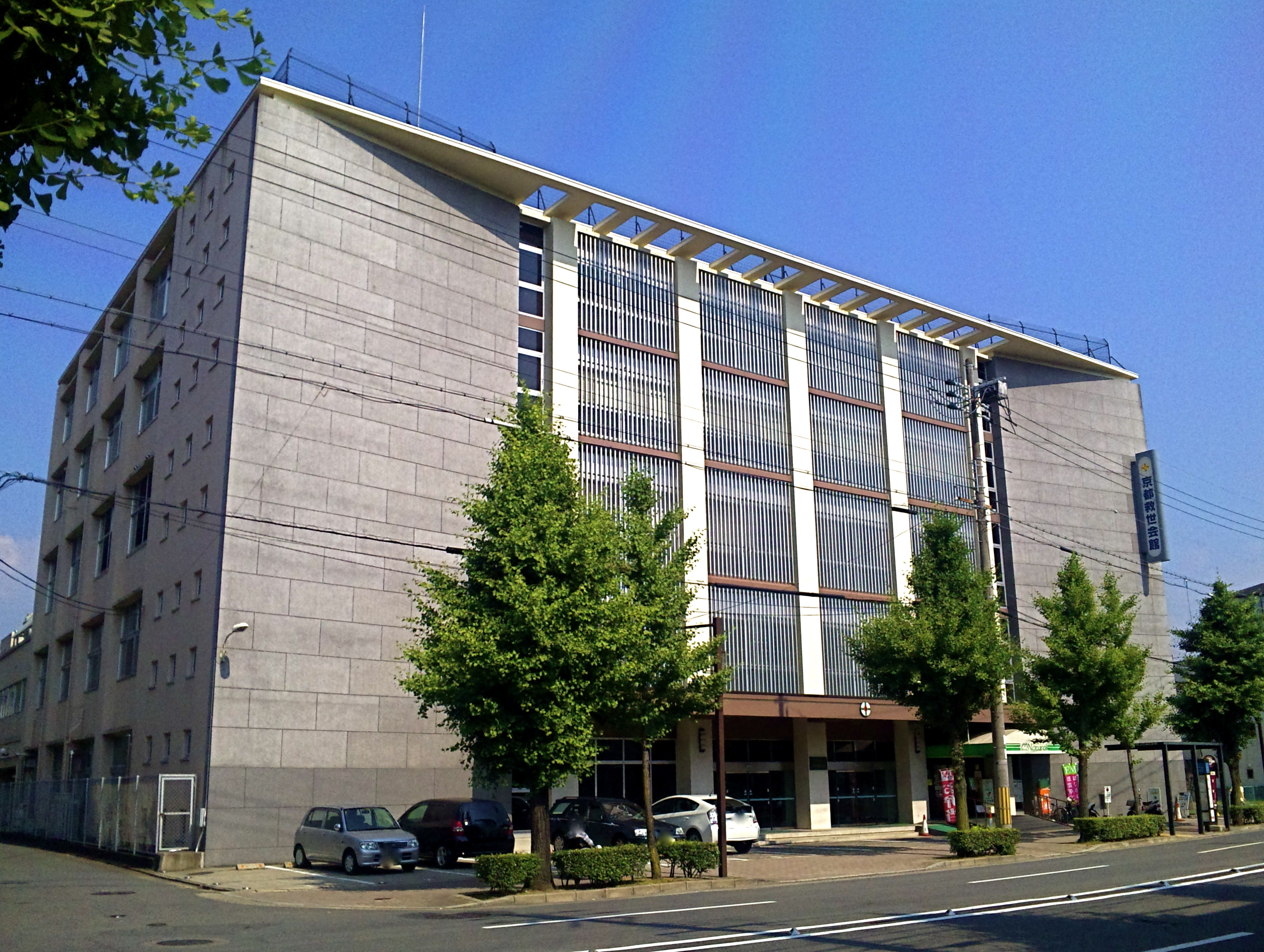
恒心館
（広小路時代の産業社会学部校舎）

- 1965年 立命館大学に産業社会学部を設置[2]。
- 1970年 広小路キャンパスから衣笠キャンパスに移転[2]。学而館（衣笠）竣工[3]。
- 1994年 恒心館（衣笠）に移転[4]。
- 2000年 以学館（衣笠）に移転[5]。
- 2001年 人間福祉学科を設置[2]。
- 2007年 現代社会学科に再編[2]。

## 組織
学科
- 現代社会学科[6]
  - 入学定員810人[6]

専攻
- 現代社会専攻（330名）
- メディア社会専攻（180名）
- スポーツ社会専攻（100名）
- 子ども社会専攻（50名）
- 人間福祉専攻（150名）

## 学部長
- 黒田学

## 交通アクセス
衣笠キャンパス
所在地：京都市北区等持院北町56-1
JR近鉄京都駅から
市バス50にて42分、市バス・JRバス快速立命館にて36分、「立命館大学前（終点）」下車
JR円町駅から
市バス・JRバス快速立命館にて8分、「立命館大学前（終点）」下車
市バス15にて10分、臨にて9分、「立命館大学前（終点）」下車
JRバス　高尾・京北線にて8分、「立命館大学前」下車
阪急電車西院駅から
市バス・JRバス快速立命館にて15分、市バス53にて17分、「立命館大学前（終点）」下車
京阪電車三条駅から
市バス12にて53分、市バス15にて34分、市バス51にて36分、「立命館大学前（終点）」下車

## 著名な出身者

### 政治
- 岡田広 - 元参議院議員、元参議院憲法審査会長、元水戸市長
- 植田至紀 - 元衆議院議員、元社会民主党政審事務局次長
- 山本孝史 - 元衆議院議員、元参議院議員
- 岩室敏和 - 元阪南市議会議員、元阪南市長
- 清藤真司 - 元香南市長、元高知県議会議員

### 経済
- 池田英輔 - 元旭化成ホームズ社長、元プレハブ建築協会副会長
- 今西建太 - デイアライブ創業者
- 笠真一 - 元バーガーキング・ジャパン社長、元日本ウェンディーズ社長
- 金銅幸夫ｰチョーヤ梅酒株式会社代表取締役会長
- 高橋聡 - 海老名市中央図書館長、カルチュア・コンビニエンス・クラブ執行役員
- 田中美咲 - 元防災ガール代表理事
- 古谷寛ｰ元イオン㈱取締役副社長、元イオンディライト取締役会長、イオンDNA伝承大学学長
- 村上健治 - 元大和ハウス工業社長
- 竹内亮介 - R・グローバルジャパン株式会社社長、『Amazon輸入ビジネスの極意』著者

### マスコミ、ジャーナリズム
- 片山剛 - TBSテレビ制作2部長
- 岡元昇 - 朝日放送テレビ広報部長、元アナウンサー
- 奈良井正巳 - 朝日放送テレビ制作局担当部長
- 植木雄一郎 - 元ラジオ関西プロデューサー、シーサイド・コミュニケーションズ代表取締役
- 国広正夫 - 元ラジオ関西チーフプロデューサー、元アナウンサー
- 伴野智 - 東北新社プロデューサー、ギャラクシー賞奨励賞、日本ケーブルテレビ大賞優秀賞
- 皆川豪志 - 産経新聞出版社長、元産経新聞社東京社会部デスク、坂田記念ジャーナリズム賞
- 中西正男 - 芸能リポーター、元デイリースポーツ芸能担当
- 松下宏 - 自動車評論家、元ユーストカー記者、日本カー・オブ・ザ・イヤー選考委員
- 上柴とおる-音楽評論家。元レコード新聞編集記者、放送作家、ラジオDJ
- 渋谷敦志 - 報道写真家、日本写真家協会展金賞、フォトジャーナリスト賞
- 大竹敏之 - フリーライター

### 研究
- 佐藤厚 - 労働管理学、法政大学教授、冲永賞、日本労務学会研究奨励賞
- 富田英典 - 社会学、関西大学教授、電気通信普及財団賞奨励賞、ドコモ・モバイル・サイエンス賞奨励賞
- 湯本誠 - 労働社会学、札幌学院大学教授
- 中植正剛 - 教育工学、武庫川女子大学教授
- 熊谷真菜 - たこ焼き研究、日本コナモン協会会長、橋本峰雄賞

### 文化
- 喜多哲士 - SF作家、おひさま大賞優秀賞
- 高井忍 - 推理作家、ミステリーズ!新人賞
- 源孝志 - 演出家、脚本家、映画監督、ATP賞、放送文化基金賞グランプリ
- 土田英生 - 劇作家、演出家、芸術祭賞優秀賞、OMS戯曲賞大賞
- 磯見俊裕 - 映画プロデューサー、美術監督、東京藝術大学教授
- 松浦雅也 - ミュージシャン、ゲームデザイナー、SCEIゴールドディスク賞、マルチメディアグランプリ
- 水沼健 - 劇作家、演出家、近畿大学教授
- 村田吉弘 - 料理人、菊乃井三代目主人、現代の名工、京都府文化賞功労賞

### 芸能
- 倉木麻衣 - 歌手、日本ゴールドディスク大賞ロック&ポップ・アルバム・オブ・ザ・イヤー
- 岸田繁 - ミュージシャン、くるりボーカリスト兼ギター
- 森信行 - ミュージシャン、元くるりドラマー
- 村上佳佑 - ミュージシャン
- 中田雅史 - シンガーソングライター
- ハンサムケンヤ - シンガーソングライター
- 石川利光 - 尺八演奏家、文化庁芸術祭新人賞、青山音楽賞バロックザール賞
- 俵英三 - フラメンコギタリスト
- 桂咲之輔 - 落語家、新人お笑い尼崎大賞落語の部優秀賞、新進落語家競演会新人賞
- 高橋茂雄 - お笑い芸人、サバンナボケ担当
- 八木真澄 - お笑い芸人、サバンナツッコミ担当
- 原田良也 - お笑いタレント、ファミリーレストランボケ担当
- ユリオカ超特Q - お笑いタレント、漫談家
- 植村亜紀 - タレント、第2回ミス小野小町コンテスト準ミス小野小町
- 江村修平 - 俳優
- 近藤善揮 - 俳優
- 乾政子 - 声優
- 本多力 - 俳優
- サノライブ - お笑い芸人

### アナウンサー
- 長谷川豊 - 元フジテレビジョンアナウンサー
- 中村智子 - 元朝日放送アナウンサー
- 西野義和 - 元朝日放送アナウンサー
- 大月勇 - 元毎日放送アナウンサー
- 前田阿希子 - 元毎日放送アナウンサー
- 和田麻実子 - ラジオ大阪アナウンサー
- 宮本英樹 - 元京都放送アナウンサー
- 堀川節子 - 元京都放送アナウンサー
- 澤武博之 - 京都放送アナウンサー
- 世永聖奈 - 北海道放送アナウンサー
- 北本隆雄 - 札幌テレビ放送アナウンサー
- 小林淳子 - 北日本放送アナウンサー
- 澤直美 - 元北日本放送アナウンサー
- 島影咲織 - NHK秋田放送局契約アナウンサー・キャスター
- 谷川恵一 - 北陸放送アナウンサー
- 神谷斉子 - 元富山テレビ放送契約アナウンサー
- 御影倫代 - 元長野放送アナウンサー
- 藤村恵理 - 元岐阜放送アナウンサー
- 望月杏夏 - 中京テレビ放送アナウンサー
- 石井百恵 - テレビ新広島アナウンサー
- 岸猛 - 西日本放送アナウンサー
- 中谷隆宏 - 元山口放送アナウンサー
- 渡辺三千彦 - 山口放送アナウンサー
- 米谷奈津子 - 元エフエム宮崎アナウンサー
- 山崎雄樹 - 熊本放送アナウンサー
- 岩崎全智 - 南日本放送アナウンサー

### スポーツ
- 水口剛 - 大相撲力士、元東幕下4枚目
- 小原昇 - サッカー選手、元京都パープルサンガフォワード
- 坂本一輝 - サッカー選手、元MIOびわこ滋賀フォワード、第22回日本フットボールリーグ得点王
- 江口貴俊 - サッカー選手、元ヴィアティン三重ミッドフィルダー
- 東野稔 - アメリカンフットボール選手、元アメリカンフットボール日本代表
- 若宮三紗子 - 卓球選手、ITTF世界ランキング最高位24位
- 稲垣正司 - バトントワリング選手、世界選手権男子個人シニア部門11年連続優勝
- 木村朱美 - バトントワリング選手、内閣総理大臣賞
- 木田真理子 - バレリーナ、ブノワ賞
- 武田美保 - シンクロナイズドスイミング選手、アトランタオリンピック銅メダル、JOCスポーツ賞最優秀賞
- 竹之内悠 - 自転車競技選手、全日本シクロクロス選手権大会優勝

### その他
- 高橋智隆 - ロボットクリエイター、東京大学特任准教授
- 北村桂香 - 将棋棋士、女流初段、第2回女子アマ王位戦関西大会優勝
- 楠木早紀 - 競技かるた選手、六段、クイーン位決定戦10連覇